# Roccamandolfi
Roccamandolfi ist eine italienische Gemeinde (comune) mit 817 Einwohnern (Stand 31. Dezember 2023) in der Provinz Isernia in der Region Molise. Die Gemeinde liegt etwa 14,5 Kilometer südöstlich von Isernia und grenzt an die Provinzen Campobasso und Caserta (Kampanien).